# اجتياز (فلم)
اجتياز (بالإنجليزية: Passing) هو فيلم دراما أمريكي إنتاج عام 2021، الفيلم إخراج ريبيكا هول يدور الفيلم حول الاجتياز العرقي.الفيلم من بطولة تيسا طومسون، روث نيجا، أندريه هولاند، ألكسندر سكارسجارد وبيل كامب.